# Africa/Brass
Africa/Brass ist ein bemerkenswertes Album des legendären Jazzsaxophonisten John Coltrane, das 1961 veröffentlicht wurde. Es markiert einen wichtigen Wendepunkt in Coltranes Karriere und stellt einen innovativen Schritt in seiner musikalischen Entwicklung dar. Das Album präsentiert eine Mischung aus afrikanischen Rhythmen und Elementen der Big-Band-Musik.

## Das Album
Das am 26. Mai und 7. Juni 1961 aufgenommene Album war Coltranes erstes für das neu gegründete Jazzlabel Impulse!. Geplant war es zunächst als ein one off-Album (als ein einziges Album außerhalb seines regulären Kontraktes bei Atlantic Records). Die Shaw Agency, die Coltranes Management innehatte, bemühte sich jedoch um einen Plattenvertrag bei dem neu gegründeten Label. So wurde John Coltrane der erste Künstler, der für Impulse! Records einen Exklusiv-Kontrakt abschloss. Sein erstes Impulse!-Album war dann gleichzeitig die letzte Produktion von Creed Taylor, der vom Verve-Label abgeworben wurde.
Es fällt schon deshalb aus dem Rahmen seiner bisherigen Veröffentlichungen, weil der Saxophonist sein Quintett (zu dieser Zeit bestehend aus den zwei Bassisten Reggie Workman und Art Davis sowie dem Pianisten McCoy Tyner und dem Schlagzeuger Elvin Jones) durch eine fünfzehnköpfige Big Band ergänzte, in der u. a. die Trompeter Freddie Hubbard und Booker Little sowie der Bassklarinettist Eric Dolphy mitspielten. Von Dolphy stammten auch die Bläser-Arrangements, an denen jedoch auch McCoy Tyner großen Anteil hatte.
Verwendet wurden auch – angelehnt an die damals entstandenen Orchestrierungen von Gil Evans – mehrere Waldhörner, ein Baritonsaxophon, zwei Euphonien und eine Tuba. Geschaffen wurde damit ein Klangteppich mit afrikanisch anmutenden Rhythmen durch die zwei Bassisten, über dem John Coltranes Improvisationen auf dem Tenorsaxophon schwebten. Neben Coltrane sorgten McCoy Tyner und Elvin Jones für solistische Einlagen. Bei „Greensleeves“ wechselte Coltrane zum Sopransaxophon und spielte ein sensibles Solo am Ende des folkloristisch anmutenden Themas.
Der Hintergrund für den starken Bezug auf Afrika bzw. afrikanische Musik war, dass um 1960 viele afrikanische Staaten ihre Unabhängigkeit erlangten, was den Afroamerikanern ein neues Selbstbewusstsein und ein freieres Lebensgefühl vermittelte. An ihrer Diskriminierung im Alltag hatte sich jedoch nichts geändert; im Jazz fanden die Proteste gegen die Benachteiligung zunehmend ein Ausdrucksventil. Das Album We Insist! Freedom Now Suite von Max Roach ist hierfür ein Beispiel.
Das Magazin Rolling Stone  wählte das Album 2013 in seiner Liste Die 100 besten Jazz-Alben auf Platz 62.

## Editionsgeschichte
Das 1961 veröffentlichte Originalalbum Africa/Brass (mit den Liner Notes von Dom Cerulli) enthielt nur drei Stücke, „Africa“, „Greensleeves“ und „Blues Minor“.
1974 erschien eine zweite Schallplatte von den gleichen Sessions mit dem Titel Africa/Brass Sessions, Volume 2. Es enthielt zusätzlich den Titel „Follow the Drinkin’ Gourd“ (später umbenannt in „Song of the Underground Railroad“), wie auch alternate takes von „Greensleeves“ und „Africa“. Weitere Outtakes der „Africa/Brass“-Sessions wie „The Damned Don’t Cry“, komponiert von Cal Massey, und weitere alternate takes von „Africa“ and „Greensleeves“ wurden erst später veröffentlicht.
Als CD erschienen schließlich beide Alben kombiniert zu einer Compact disc. Inzwischen liegt das gesamte Material (einschließlich beider Alben und den drei outtakes) in der Reihenfolge der Aufnahme in einer Doppel-CD mit dem Titel The Complete Africa/Brass Sessions in 20 BIT Super (Impulse! 21682) vor.

## Die Titel des Original-Albums
1. „Africa“ (Coltrane) 16:31
2. „Greensleeves“ (trad.) 9:59
3. „Blues Minor“ (Coltrane) 7:19

## Die Titel der Doppel-CDThe Complete Africa/Brass Sessions
Disc 1
1. Greensleeves
2. Song of the Underground Railroad
3. Greensleeves
4. The Damned Don’t Cry
5. Africa

Disc 2
1. Blues Minor
2. Africa
3. Africa